# Grattage

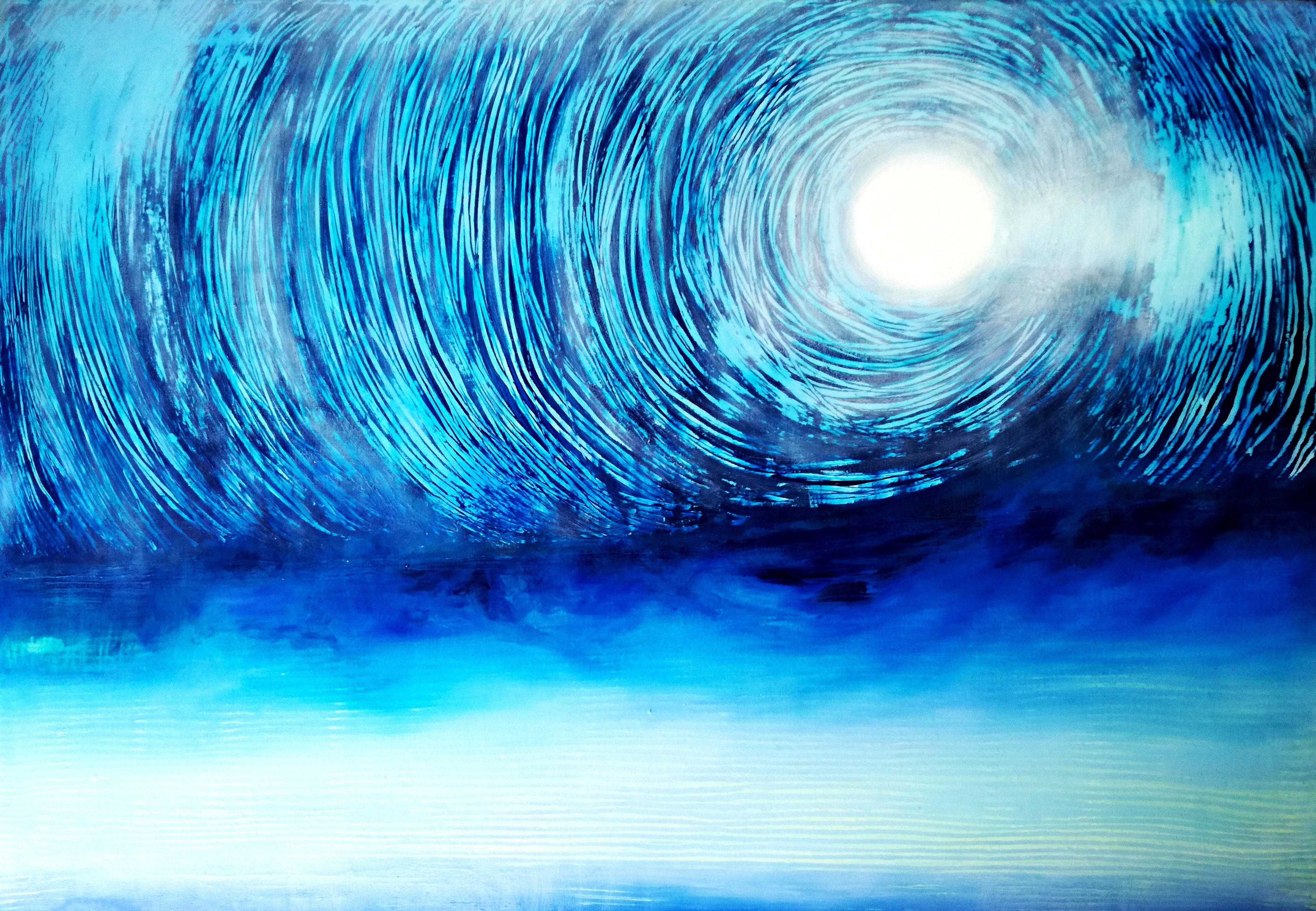
Grattage

Grattage (do francês) é uma técnica de pintura surrealista na qual, uma vez seca, a pintura se desprende da tela mediante "rupturas", criando um efeito de relevo, gerando textura e aparência tridimensional fortes. Em tradução literal do francês, "Grattage" significa "Raspagem". 
A técnica foi inventada em 1927 pelo artista surrealista Max Ernst, que usou marcas inesperadas em seus quadros para criar essa nova forma de textura. Além de suas obras, a técnica também foi empregada por Joan Miró. 
Posteriormente, foi utilizada no informalismo, especialmente por Antoni Tàpies.